# مونتيسيلي بافيسي (بافيا)
مونتيسيلي بافيسي (بالإيطالية: Monticelli Pavese)‏ هي بلدة تقع في مقاطعة بافيا بإقليم لومبارديا في شمال إيطاليا. تبلغ مساحة هذه المدينة 20.2 (كم²)، وترتفع عن سطح البحر م، بلغ عدد سكانها 718 نسمة في عام 2004 حسب إحصاء المعهد الوطني للإحصاء.

## السكان
في سنة 1861 بلغ عدد السكان 1٬612 نسمة، وتطور العدد ليصل في سنة 2011 لـ 711 نسمة.
يظهر هذا المخطط البياني تطور النمو السكاني لـ مونتيسيلي بافيسي (بافيا)